# Osmolin (Zduńska Wola)
Osmolin – część miasta Zduńska Wola w Polsce, w województwie łódzkim, w powiecie zduńskowolskim. Rozpościera się w okolicy ulicy Spacerowej, w środkowej części miasta, na południowy wschód od starówki.

## Historia
Osmolin to dawna wieś, należąca w latach 1867–1954 do gminy Zduńska Wola w powiecie sieradzkim. W Królestwie Polskim przynależała do guberni kaliskiej, a w okresie międzywojennym do woj. łódzkiego. Tam, 19 listopada 1933 utworzyła gromadę Osmolin w granicach gminy Zduńska Wola, składającą się z wsi Osmolin i Ostrów, kolonii Osmolin Nr 1 oraz folwarku Osmolin-Kolonia.
Podczas II wojny światowej włączony do III Rzeszy. Po wojnie ponownie w powiecie sieradzkim w woj. łódzkim. W związku z reorganizacją administracji wiejskiej jesienią 1954 Osmolin włączono do Zduńskiej Woli 4 października 1954.